# Peltaea ovata
Peltaea ovata là một loài thực vật có hoa trong họ Cẩm quỳ. Loài này được (C. Presl) Standl. mô tả khoa học đầu tiên năm 1916.